# Convenção de Londres (1840)
A Convenção de Londres de 1840 foi um tratado com o título formal de Convenção para a pacificação do Levante, assinado em 15 de julho de 1840 entre as Grandes potências europeias, o Reino Unido, Áustria, Prússia, Rússia, por um lado, e o Império Otomano por outro.
O tratado resumiu os recentes acordos sobre o Império Otomano e a sua contínua guerra com o Egito de Maomé Ali, provocada pelo medo das grandes potências do efeito desestabilizador que um colapso otomano teria na Europa. Os signatários ofereceram para Maomé Ali e seus herdeiros o controle permanente sobre o Egito e da província do Acre (aproximadamente onde atualmente se encontra Israel), desde que estes territórios, que continuariam a fazer parte do Império Otomano e que ele concordou em um prazo de dez dias retirar o resto de suas tropas da Síria e retornassem a frota otomana ao sultão Abdul Mejide I, que havia desertado para Alexandria. Maomé Ali teria também de retirar imediatamente suas tropas da Arábia, das Cidades Santas, Creta, do distrito de Adana, e todo o Império Otomano.
As potências europeias concordaram em usar todos os meios possíveis de persuasão para efeito deste acordo, mas Maomé Ali, apoiado pela França, se recusou a aceitar seus termos. Isso levou à Crise Oriental de 1840, durante o qual as forças britânicas e austríacas atacaram Acre, e derrotaram suas tropas no final de 1840. As forças de Maomé Ali enfrentaram uma crescente pressão militar da Europa e do Império Otomano, travaram uma batalha perdida contra os rebeldes em seus territórios capturados, e viram a deterioração geral das suas forças armadas do esforço excessivo das guerras suas recentes.
Maomé Ali, finalmente, aceitou os termos da Convenção e emitiu os firmans posteriormente pelo sultão, confirmando o seu domínio sobre o Egito e Sudão. Retirou-se da Síria, Creta e enviou de volta à frota otomana. A Convenção de Londres e os firmans foram a base jurídica para o estado do Egito como uma província otomana privilegiada.